# 日本國大君
日本國大君（日语：／ Nihon-koku Taikun），簡稱日本大君，是日本江戶時代幕府将军在外交文書（國書）上使用的一個稱號。最初在對朝鮮王朝的外交上使用，後來對琉球和歐洲列國的外交上亦使用日本國大君的稱號。明治維新以後，「大君」（日语：／ Taikun）一词成爲日本民衆對天皇的尊稱。

## 历史

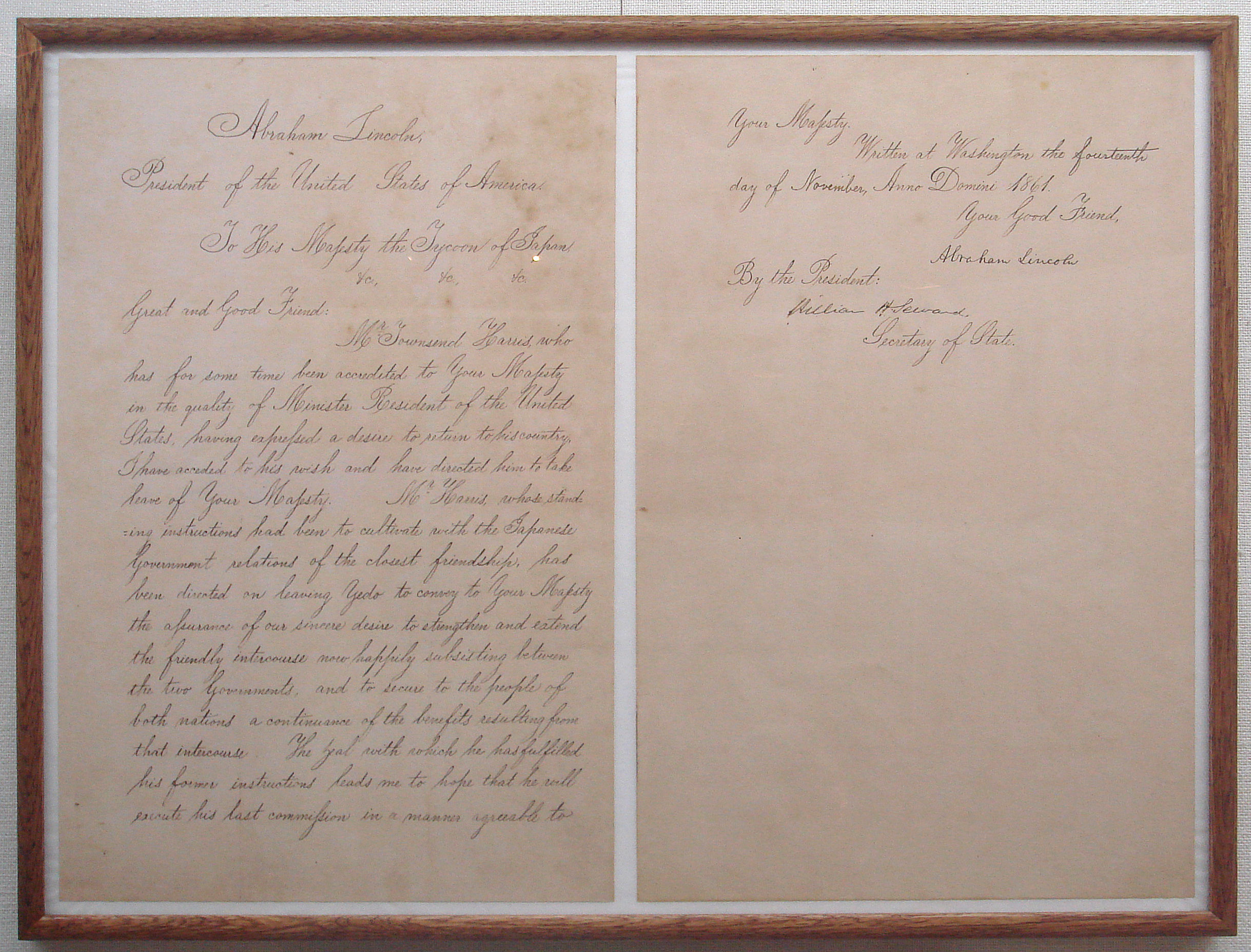
1861年11月14日，美國總統亞伯拉罕·林肯致日本國大君德川家茂的國書，通知將調任美國駐日公使湯森·哈里斯回國。

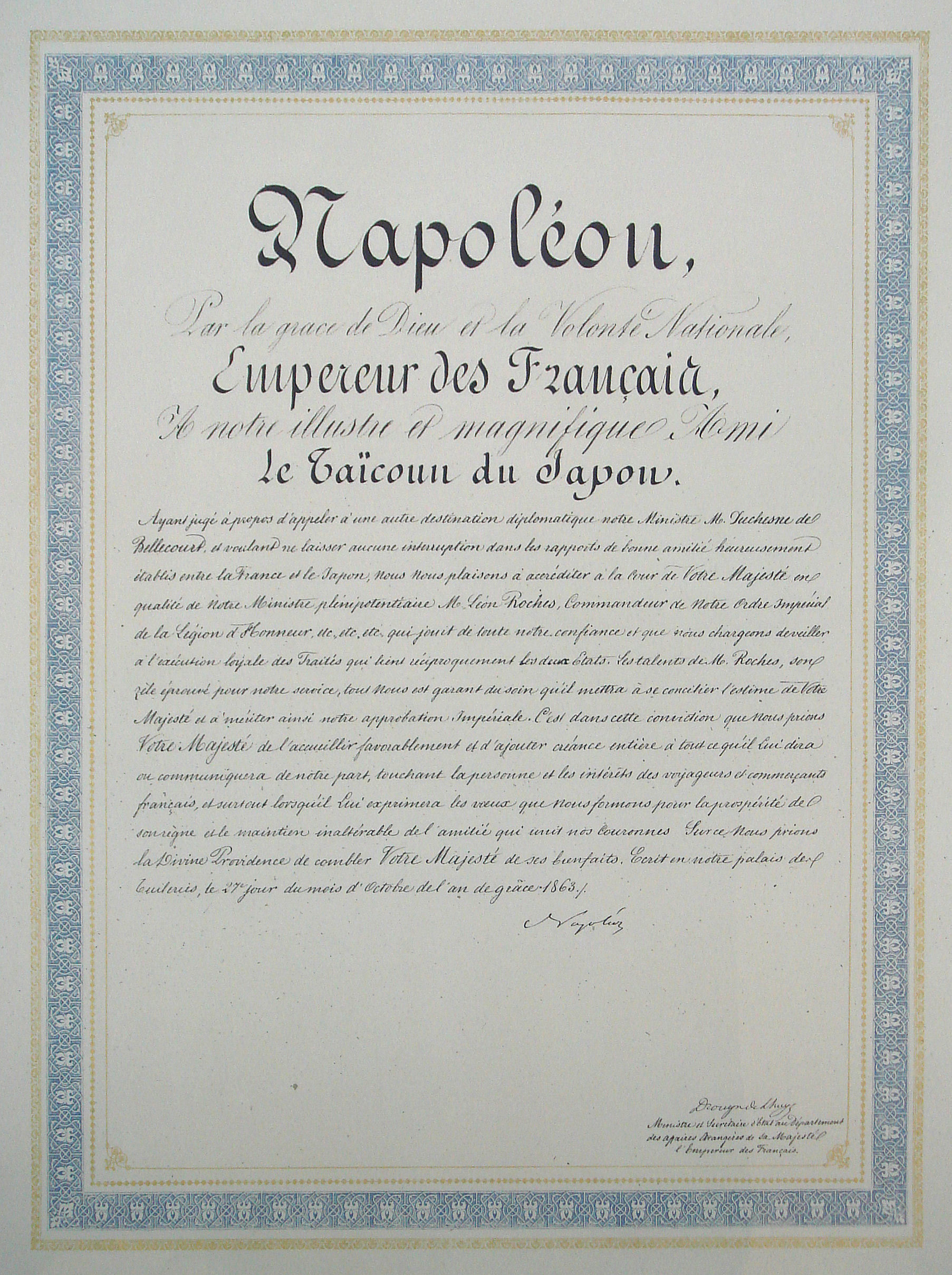
1863年10月23日，法國皇帝拿破崙三世致日本國大君德川家茂的國書，通知將提名Léon Roches為新任法國駐日公使以替換原任公使的Duchesne de Bellecourt。

古墳時代，倭國國君稱「大王」，但大王訓讀為おおきみ，與「大君」同。彼時，日本地方豪族，也有用「君」稱號者，並訓讀為きみ，但天武天皇時改字為「公」，而訓讀音不變。《上宮記》中，大王又作「大公」，而公字亦訓讀為きみ。
最初，日本室町時代的第三代征夷大將軍足利義滿本來在與明朝通商的國書上自稱「日本征夷將軍」。但明太祖朱元璋認為「大覺系」的「日本國王懷良」（或作良懷）才是日本正統君主，而「持明系」則是亂臣。而足利義滿是「持明系」的軍官，更是「不正統」的僭臣，不予接納。義滿不得已，只好在接受明朝建文帝、永樂帝的冊封時自稱「日本國王」，外交文書上亦皆使用「日本國王」的稱號，因而沿用。
在戰國時期，幕府的通交權實際上掌握在細川氏、大內氏、毛利氏和宗氏這些門閥大名的手裏，這些要人們為了經濟利益，常常偽造含有幕府將軍署名的國書，與明朝進行貿易。
1596年（慶長元年、明萬曆二十四年），因萬曆朝鮮戰爭談和的緣故，明萬曆帝冊封太閤豐臣秀吉為「日本國王平秀吉」，秀吉公拒絕接受明朝的封號再次向明朝宣戰。萬曆帝的冊封詔書現保存於大阪歷史博物館中，今日被認定為重要文化財產。
江戶時代初期，日本試圖恢復在萬曆朝鮮戰爭中被豐臣政權破壞的對朝鮮、明朝之邦交關係，因此第二代江戶幕府將軍德川秀忠命令對馬藩藩主宗氏向朝鮮派遣大使，欲恢復邦交。因日本國王的稱號系明朝皇帝所冊封，也有僭越天皇的態貌，許多士大夫反對採用此稱號。德川秀忠遂以無頭銜的「日本國源秀忠」為名，向朝鮮送出國書。爾後，幕府將軍對朝鮮的稱號改為「大君」，並於1636年朝鮮通信使抵達江戶時開始正式使用。朝鮮對江戶幕府將軍的稱號也改為「日本國大君殿下」。
為了通商便利，對馬藩主在中日交流的過程多次篡改了國書，將將軍署名篡改成了 「日本國王源秀忠」，直到1663年（寬文三年）被江戶幕府發覺。這件事情被稱作「柳川事件」。事後，參與者柳川調興、規伯玄方被處以流罪；對馬藩藩主宗義成雖倖免被改易，但幕府加強了對國書的監督和管理。
到了第六代將軍德川家宣的時候，任命新井白石進行改革，史稱「正德之治」。新井白石認為「大君」也是朝鮮宗室王子的一種稱號，因此使用「大君」一名不合適，遂又改為「日本國王」的稱號（史稱「大君一件」）。然而遭到了反對，到了第八代將軍德川吉宗時，又改回「大君」的稱號。
《神奈川條約》簽訂以後，幕府將軍對歐美列國的稱號在日語版本中使用「日本大君」、「帝國日本大君」、「帝國大日本大君」等頭銜。早期「大君」一詞並無對應的外語譯名，西洋人也不知道天皇與幕府將軍之間的關係，便意譯為「皇帝」（英語：Emperor）以彰顯日本的領袖同樣是「有尊嚴的君主」。後來西洋人知道了天皇與幕府將軍之間的關係，或是採用音譯（如英語、法語），或是使用字面直譯（如荷蘭語）。而這個詞語後來被引進英語，但意義轉變為「商業大亨」。
在幕末時期的慶應改革中，西周曾提出引入議會政治、建立以「大君」為元首的國家體制的構想。
明治时代以后，「大君」（日语：／）一词成为了天皇在非官方场合下的尊称之一。

## 解析
「大君」一詞源於儒家的經典《易經》。《易經》有「大君有命，開國承家」、「武人為於大君」、「知臨，大君之宜」等句。大君在漢語可以指「偉大的封君」，也可以是「偉大的天子」，大君本是中國古代時天子的別稱，尤其周天子常稱大君；幕府將軍以此暗示了自己雖非天皇，但與天皇同樣擁有正統性。